# Московский электробус
Московский электро́бус — вид московского автобуса, использующий в качестве источника питания электродвигателя аккумуляторные батареи, а в зимнее время — дополнительно дизельный отопитель (в последних моделях он также электрический). В Москве используются электробусы с ультрабыстрой зарядкой, их особенность — в литий-титанатных батареях, которые обеспечивают зарядку за 10-18 минут и дают возможность эксплуатировать электробус на городских маршрутах любой протяжённости (до следующей зарядной станции). Машины заряжаются от специальных станций, расположенных на конечных.
Все электробусы оформлены в бренд «Московский транспорт», дизайн внешнего вида разработан студией Артемия Лебедева. На борта машин нанесена надпись «Это электробус.».

## История
История Московского электробуса начинается с 2015 года, когда на выставке был показан самый первый электробус ЛиАЗ-6274 с бортовым номером 08106, однако он вышел из строя, так и не пройдя испытания с пассажирами. В 2017 году на испытания прибыл второй электробус ЛиАЗ-6274 с бортовым номером 08729. Он успешно прошёл как парковые испытания, так и испытания с пассажирами на маршруте № м2 с конца января по конец апреля 2017 года, после чего, проведя несколько месяцев на различных выставках, в октябре 2017 года возвратился на завод. Также в Москве в разные периоды тестировались электробусы Linkker финского производства, Yutong китайского и «Белкоммунмаш» белорусского.
30 октября 2017 года в офисе компании «РИА Новости» прошли публичные слушания с участием главы департамента транспорта М. С. Ликсутова. На них впервые были представлены планы по ежегодной закупке 300 электробусов в год, отказ от закупки автобусов с 2021 года, а также названы первые маршруты, попадающие под перевод на электробусы. При этом стоимость планировавшейся закупки названа не была — её планировали объявить позже.
В мае 2018 года Правительство Москвы провело 2 аукциона на поставку электробусов. Победителями стали КамАЗ и «Группа ГАЗ» (владеет маркой «ЛиАЗ»). Каждый из них по контракту должен поставить 100 электробусов, предоставить 15-летнее сервисное обслуживание и установить 62 зарядные станции.
Открытие движения было запланировано на 1 сентября 2018 года на 73 маршруте троллейбуса. На этот день планировались официальные мероприятия и торжества с участием первых лиц города. Однако оба завода не успели к этому моменту выпустить нужное количество машин даже для одного маршрута. Несколько собранных и доставленных в парк машин не успели должным образом обкатать и подготовить к работе на линии. В итоге, на 1 сентября к торжественному открытию удалось выкатить из парка лишь два электробуса. Один из них, отправившись в первый рейс с мэром Москвы Сергеем Собяниным на борту, сломался, проехав чуть больше километра.
Первые месяцы электробусы регулярно выбывали из строя и сходили с линии. Фонд «Городские проекты» Ильи Варламова и Максима Каца организовал наблюдение за работой электробусов на 73 маршруте, которое показало, что значительное число выходов происходит с задержками разной длительности, а большая часть прерывается поломками и сходами с линии.
На конец 2018 года электробусы появились ещё на трёх маршрутах: двух троллейбусных (№ 80, 83) и одном автобусном (№ 649). Однако весь выпуск они покрывали только на маршруте № 649 — троллейбусные маршруты Департамент транспорта не решался переводить на электробусы полностью. Там электробусы работали совместно с троллейбусами до весны 2019 года.
По состоянию на 1 августа 2019 года Филиал «Северо-Восточный» ГУП «Мосгортранс» закрыл основной контракт в полном объёме, туда было поставлено 200 электробусов. С осени 2019 года электробусы поступают в филиал «Центральный» ГУП «Мосгортранс», на площадку бывшего Филёвского автобусно-троллейбусного парка. В ноябре объявлены новые конкурсы на закупку 300 электробусов для обеих площадок филиала Центральный: Филёвской и Ленинградской. Цена одного электробуса по данным закупкам составила 56 млн рублей. 24 декабря 2019 года торжественно был запущен 300-й электробус.
В связи с унификацией ПС было решено в филиале «Северо-Восточный» эксплуатировать только электробусы ЛиАЗ-6274, к тем ста электробусам будет добавлено ещё сто новых, изначально планировавшихся для филиала «Центральный», а электробусы KAMAZ-6282 были переданы в филиал «Центральный», однако на заводе ЛиАЗ произошёл сбой производства и приостановка поставки электробусов ЛиАЗ-6274, в результате чего все электробусы KAMAZ-6282, переданные в филиал «Центральный», были вынуждены срочно вернуться обратно в филиал «Северо-Восточный». В самом филиале «Центральный» эксплуатируются только электробусы KAMAZ-6282 на Филёвской и Ленинградской площадках.
24 июня 2020 года на территории ВДНХ по полукольцевому маршруту запустили бесплатный электробус модели ГАЗель NEXT electro 7720.
10 января 2021 года в Москве началась эксплуатация первого учебного электробуса.
27 апреля 2021 года электробусы KAMAZ-6282 начали собирать на СВАРЗе, первые из них вышли на маршруты 17 июня 2021 года.
Основным производителем тягового электропривода и аккумуляторных батарей для столичных электробусов является компания Drive Electro. Всего на конец 2021 года Drive Electro были произведены и поставлены батареи и комплекты тягового оборудования для 600 столичных электробусов.
28 декабря 2021 года на маршруты города вышел юбилейный 1000-й электробус.
8 июня 2022 года «Группа ГАЗ» представила Москве электробус особо большого класса ГАЗ e-Citymax 18. Для тестирования выбран маршрут т73.
1 июля открылся парк электробусов в поселении Краснопахорское на 300 машин. В тот же день было объявлено, что новый парк будет обслуживать 26 маршрутов в ТиНАО, 3 из них сразу были переведены на электробусы.
28 ноября 2022 года ГУП «Мосгортранс» объявил о планах тестирования электробуса малого класса ГАЗель e-City (на базе автобуса малого класса ГАЗель City). Ожидается, что тестирование продлится до конца августа 2023 года.
17 мая 2023 года ГУП «Мосгортранс» начал тестирование электробуса малого класса ГАЗель e-City на маршруте № 883. Согласно новым заявлениям «Мосгортранса», тестирование продлится до конца февраля 2024 года (примерно 8,5 месяца). После окончания испытаний было объявлено об успешном прохождении испытаний на 883-м маршруте и запуске мини-электробусов в серийное производство. В августе 2025 начал второе тестирование электробуса малого класса ГАЗель e-City.
6 июля 2023 был открыт новый электробусный парк в районе Митино для обслуживания 300 машин.
25 декабря 2023 года был открыт парк «Салтыковка» для обслуживания 100 электробусов.

## Подвижной состав
По состоянию на июль 2025 года в пассажирской эксплуатации находятся больше 2400 электробусов, принадлежащих ГУП «Мосгортранс», 4 электробуса, принадлежащих ВДНХ, и один опытный образец (электробус на базе автобуса ЛиАЗ-5292.60).
В 2022 году в качестве эксперимента эксплуатировались сочленённые модели KAMAZ-6292 и ЛиАЗ-6274.20, а также поставлялись электробусы KAMAZ-6282 с электрическим отопителем. Первые 22 машины поступили в Москву в мае-июне 2022 года, следующая партия из 33 машин прибыла осенью 2022 года.
В 2024 году был заключён контракт на поставку 1000 электробусов ПАО «КАМАЗ» и 200 электробусов «Группы ГАЗ», первые 16 машин заключённого контракта вышли на маршруты в июне 2023 года.
В июне 2025 года на маршруты 384 и 384к вышли электробусы нового поколения КамАЗ-52222.
| Филиал           | Модель                                          | Производство       |
| ---------------- | ----------------------------------------------- | ------------------ |
| Юго-западный     | KAMAZ-6282                                      | СВАРЗ              |
| Северо-восточный | ЛиАЗ-6274, KAMAZ-6282                           | КАМАЗ, ЛиАЗ, СВАРЗ |
| Южный            | ЛиАЗ-6274                                       | ЛиАЗ               |
| Северо-западный  | KAMAZ-6282                                      | КАМАЗ, СВАРЗ       |
| КП «ВДНХ»        | ГАЗель NEXT electro 7720                        | ГАЗ                |
| Прочие           | СВАРЗ-МАЗ-6262 (опытный), KAMAZ-52222 (опытный) | СВАРЗ, КАМАЗ       |

## Пассажиропоток
По состоянию на 8 сентября 2019 года за год работы электробусы перевезли более 11 млн человек. К концу 2019 года общее число пассажиров превысило 20 млн, а суточный пассажиропоток составил 150 тысяч человек.
К началу 2020 года пассажиропоток составил более 30 млн человек.
К весне 2021 года электробусы перевезли 85 млн человек.

## Критика
Ещё до начала запуска проект московского электробуса подвергался критике экспертов и пассажиров. С пуском движения претензии к электробусам никуда не исчезли. Основные из них следующие:
- Высокая стоимость (цена одного электробуса составляет от 30 до 56 млн рублей, что в 3-4 раза дороже троллейбуса)[47][17].
- Потери времени на зарядках. Электробус должен проводить от 8 до 20 минут на конечной станции[48] для восстановления батареи — время, в которое он мог бы перевозить пассажиров. В итоге для обеспечения аналогичного выпуска требуется больше машин и водителей, чем у троллейбуса и автобуса[49].
- Вспомогательный дизельный подогреватель системы отопления. Специалисты ГУП «Мосгортранс» заявляют, что подогреватель используется только при температурах ниже 5 °С[50].
- Привязка к зарядным станциям и невозможность изменить конечные точки маршрута. Представители Департамента транспорта Москвы отмечали, что переход на электробус удобен тем, что он не привязан к контактной сети, что даёт возможность менять маршруты и пускать их по тем улицам, где нет проводов. Однако привязанность к зарядным станциям лишает возможности оперативного продления маршрута на несколько остановок (требуется перенос зарядной инфраструктуры) или сокращения маршрута в случае каких-либо дорожных работ[51][52].
- Недолговечность батарей, а также отсутствие действующей технологии их утилизации[53][54].
- Восприимчивость к низким температурам. В случае сильных холодов наблюдаются массовые невыходы электробусов на линию[55].

Определённые серьёзные нарекания вызывают также соответствие такого вида транспорта действующим требованиям пожарной безопасности, так как электробус использует в качестве тяги электрохимические элементы, которые размещаются вдоль основной части крыши и занимают до половины свободного пространства. До настоящего времени в мире не зафиксировано ни одного случая ДТП со смертельным исходом у пассажиров такого вида транспорта, но случались аналогичные им с их легковыми аналогами (см. также Tesla). Одна из первых аварий с участием электробуса в Москве произошла в июле 2019 года на проспекте Будённого, в результате которой от столкновения с легковым авто и маршрутным трамваем пострадало 12 человек. Отмечается, что всякое ударное воздействие на аккумуляторы, как правило, в дальнейшем негативно отражается на их остаточном сроке службы, а потенциальное использование предельно изношенных или повреждённых аккумуляторных ячеек может нести в себе фатальные риски их разгерметизации с последующей детонацией всех элементов на крыше.
Сторонники сохранения московского троллейбуса считают, что внедрение электробусов имеет одну цель — прикрыть ликвидацию троллейбуса. В пользу этой версии говорит тот факт, что большинство действующих маршрутов электробуса (12 из 21) в прошлом было именно троллейбусными, а также и то, что всерьёз про проект заговорили только после возмущений общественности по поводу замены троллейбусных маршрутов автобусными.
Эксперты также полагают, что перевод на электробусы именно троллейбусов нецелесообразен как с технической, так и с экономической точки зрения, а выбор типа зарядки не оптимален для Москвы. Расчёты специалистов неоднократно показывали, что использование электробусов на маршрутах с имеющейся контактной сетью невыгодно и неэффективно. Последующая предполагаемая массовая замена электробусами автобусов с двигателем внутреннего сгорания, по мере исчерпания срока эксплуатации последних, в дальнейшем может повлиять на существование маршрутной сети в устоявшемся виде и привести к сокращению ряда важных направлений, компенсировать которые будет возможно только в результате объединения одних маршрутов с другими либо путём кардинальной перемены всей маршрутной сети в пределах округа с привязкой к терминальным транспортно-пересадочным узлам возле станций метро.
В то же время департамент транспорта так и не смог предоставить каких-либо экономических обоснований эффективности электробусов с ультрабыстрой зарядкой по сравнению с троллейбусами с увеличенным автономным ходом. Единственная презентация проекта от 2017 года содержит цифры, в которых итоговое обслуживание электробусов обходится дешевле на 10 %. Однако детальных расчётов, подтверждающих достоверность данных показателей, в презентации не представлено. Более того, в декабре 2019 года изданием «База» было опубликовано письмо Максима Ликсутова в Министерство транспорта, в котором Департамент транспорта признаёт, что эксплуатация электробуса с ультрабыстрой зарядкой выходит дороже автобуса или троллейбуса примерно на миллион рублей в год.
С момента запуска проекта Департамент транспорта неоднократно отчитывался о его успешности.
26 декабря 2019 года в Мосгордуме депутатом от партии «Яблоко» Дарьей Бесединой был проведён круглый стол по теме «Перспективы развития электробусов и опасность ликвидации троллейбусов», на котором участники, в число которых входили производители электротранспорта, представители эксплуатирующих предприятий, транспортные эксперты, признали неэффективность выбранной технологии зарядки электробусов для Москвы. Представители Департамента транспорта на мероприятие не явились.

## Фотогалерея

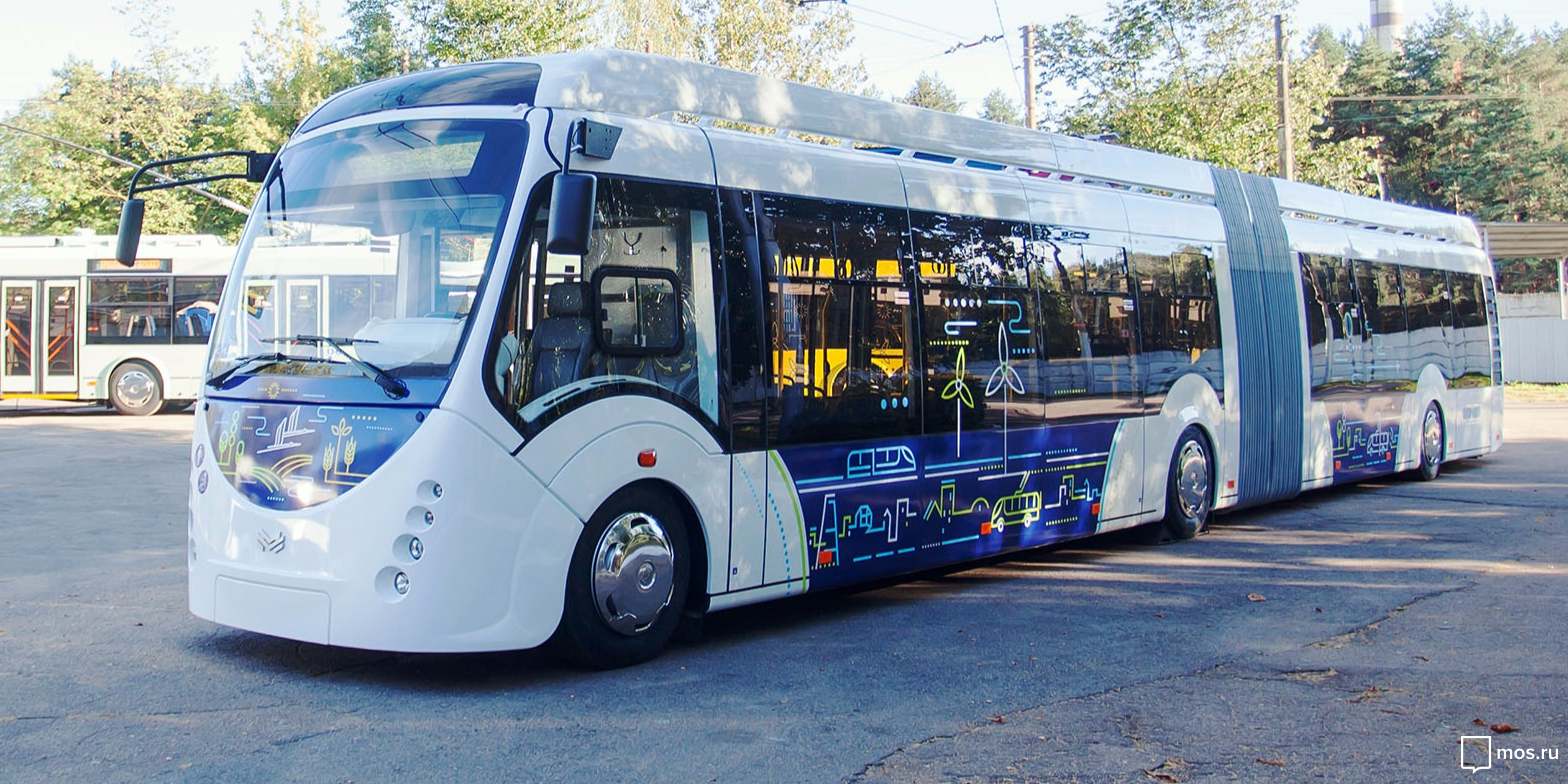
АКСМ-Е433  в Москве (производство Белкоммунмаш, Республика Беларусь), 2016
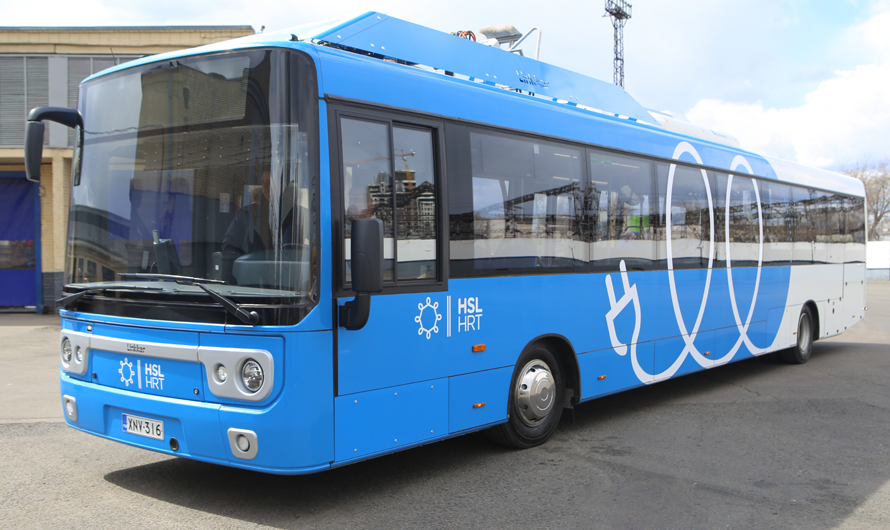
Linkker 13LE , принадлежащий предприятию общественного транспорта Хельсинки HSL-HRT, на испытаниях в Москве, 2017
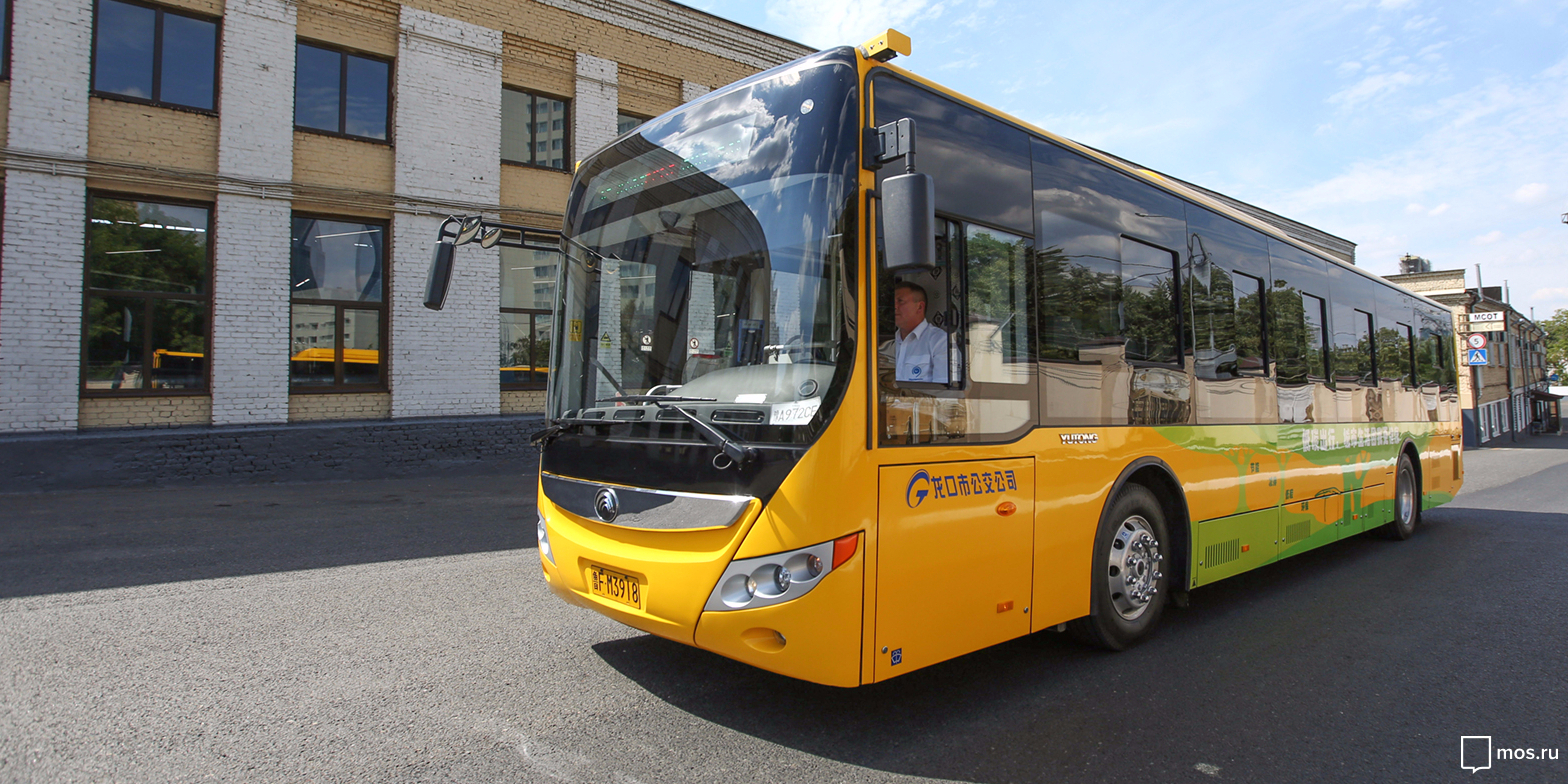
Yutong E12 (ZK6125BEVG12) на испытаниях в Москве, 2017
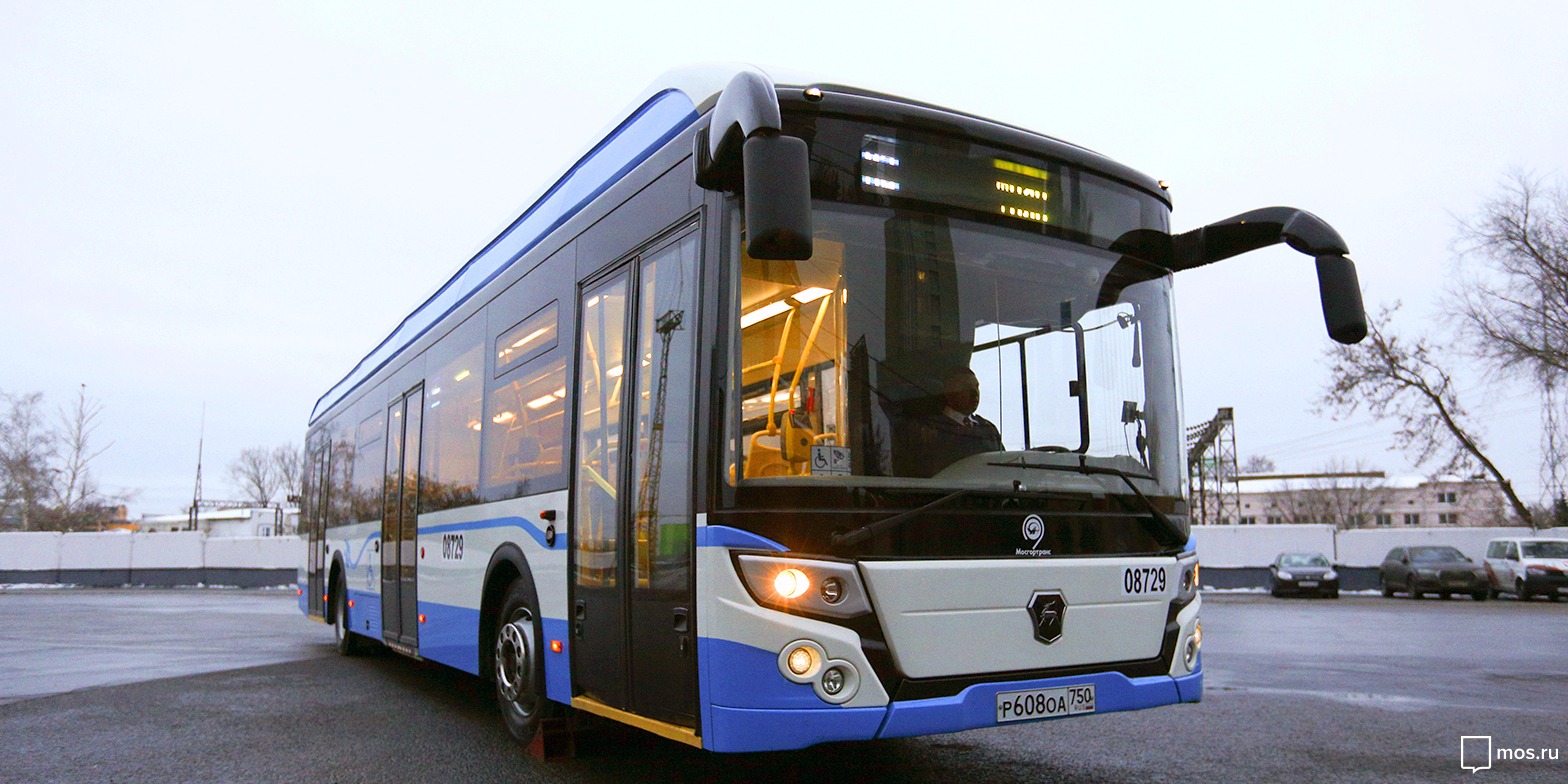
Тестовый ЛиАЗ-6274  на территории Филёвского автобусно-троллейбусного парка, 2017
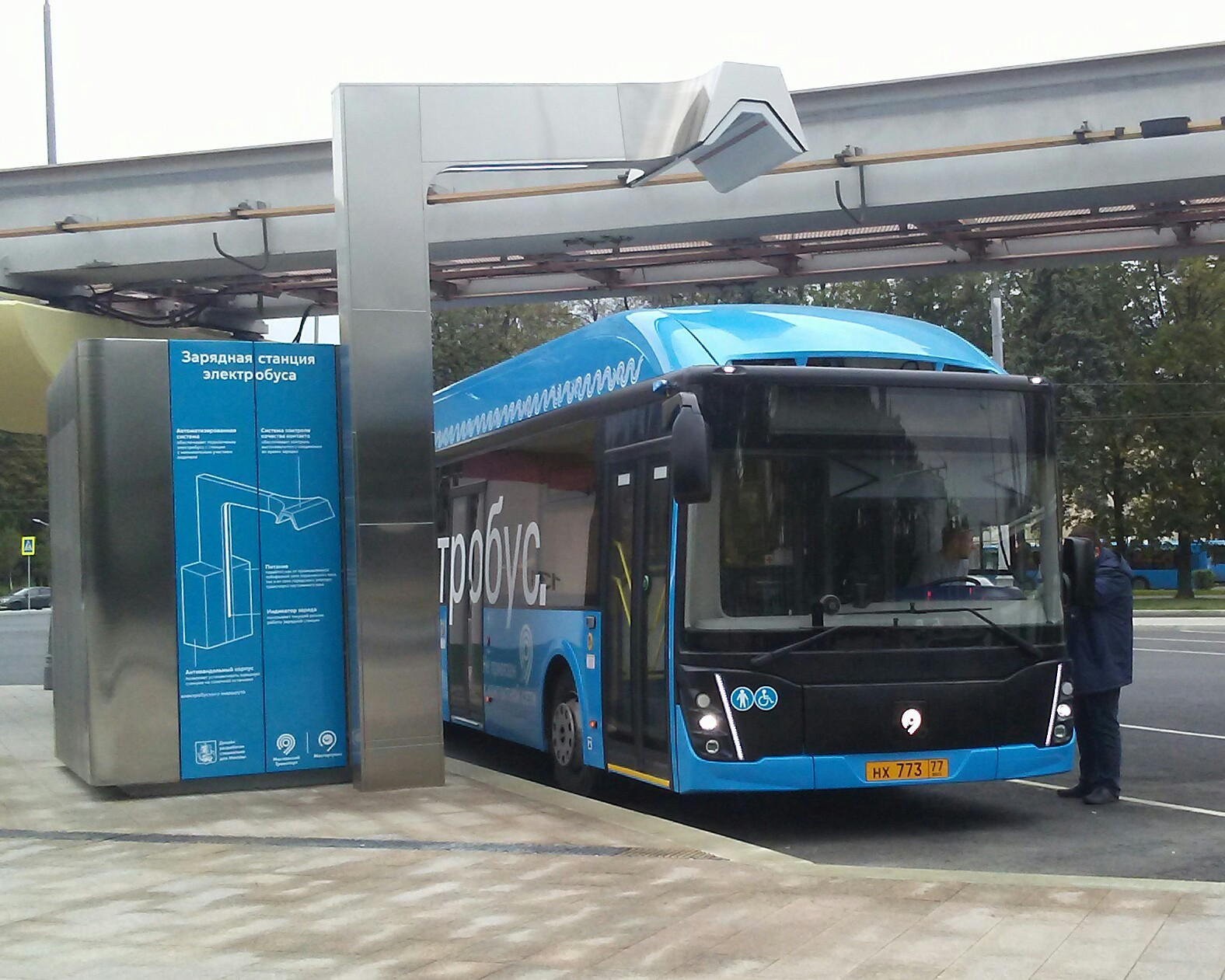
ЛиАЗ-6274  (серийный вариант с технологией ультрабыстрой зарядки) на зарядке
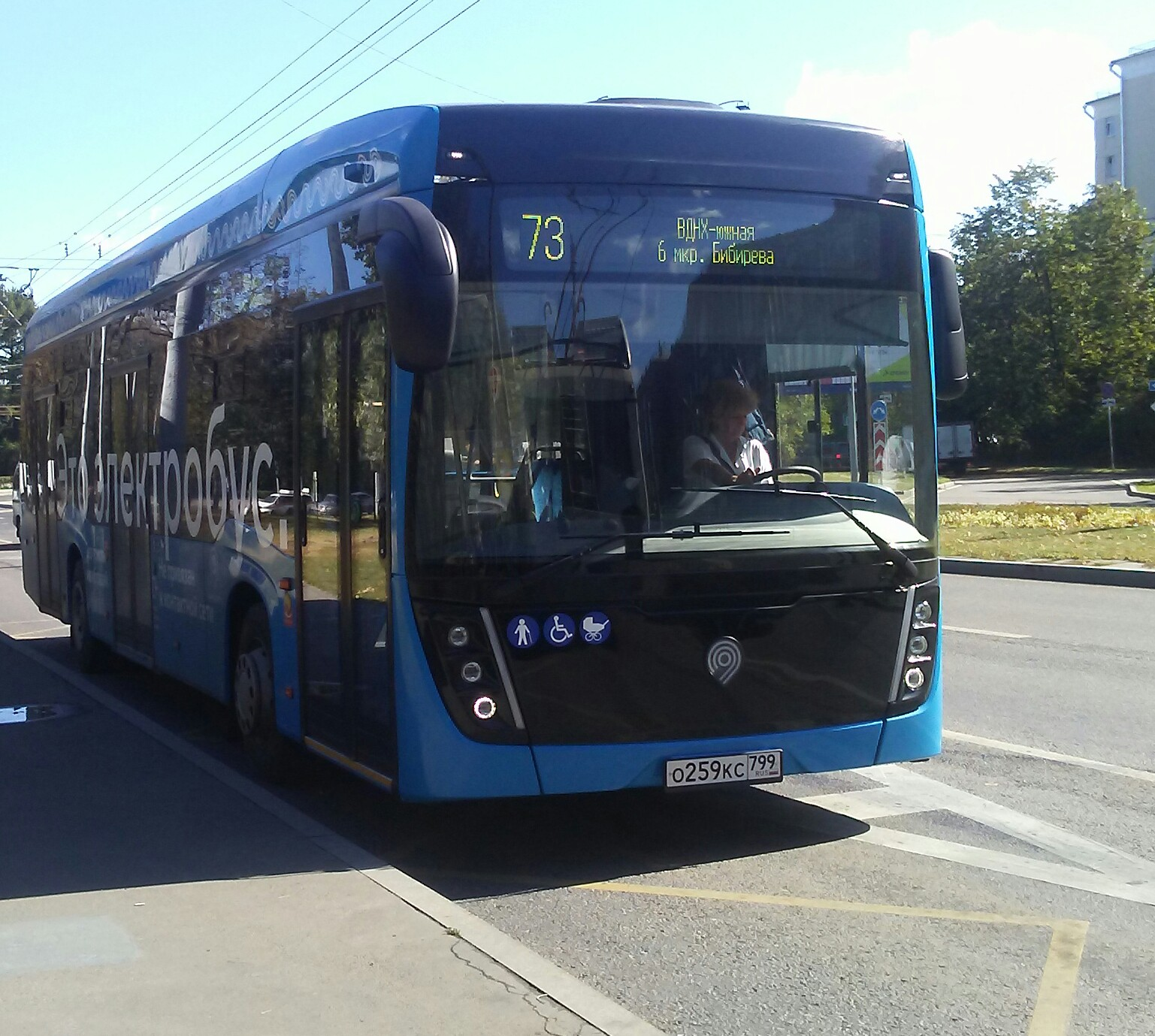
КамАЗ-6282  на маршруте № 73 (позднее № т73)
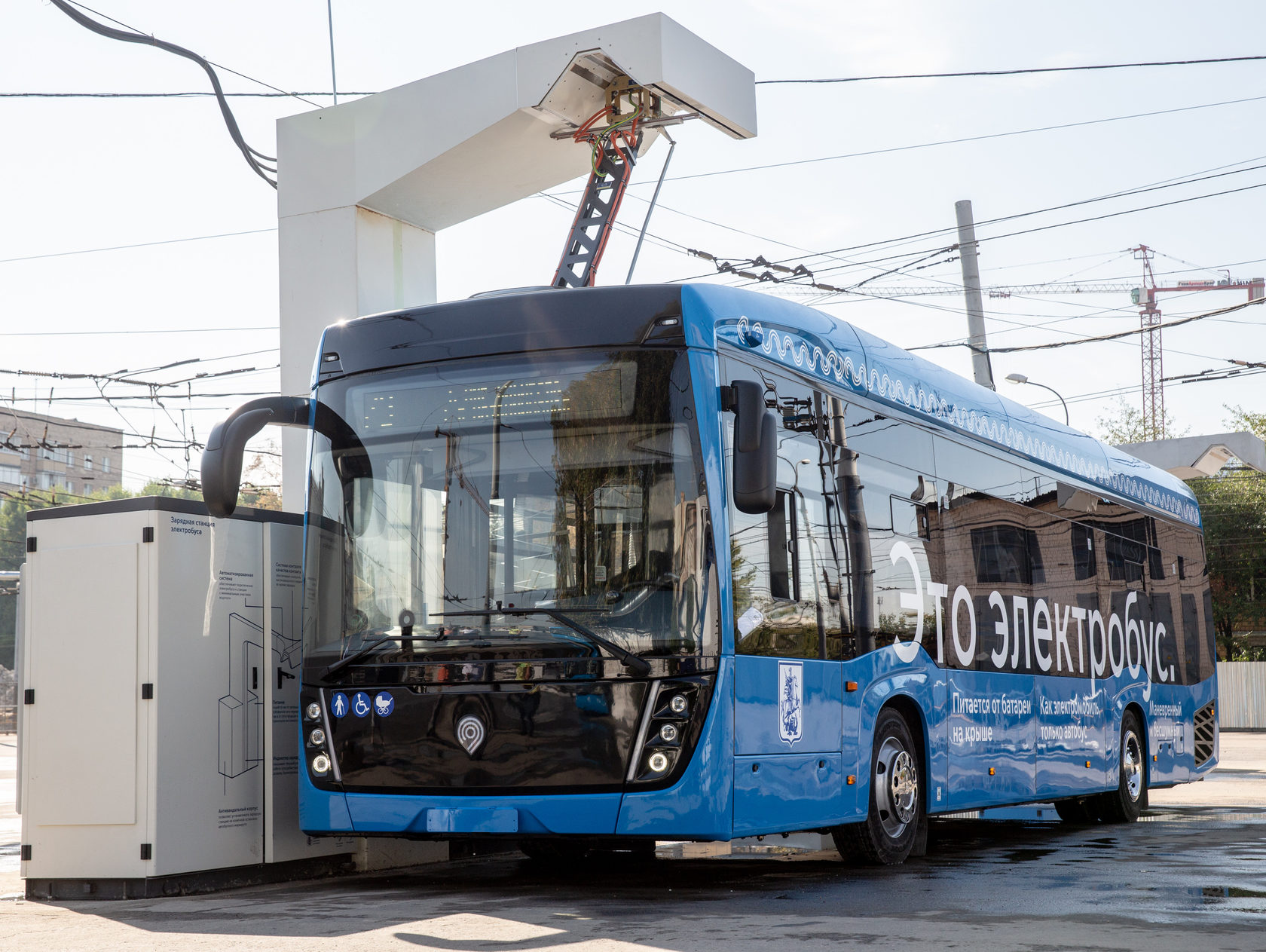
Электробус КамАЗ-6282 , выполненный НЕФАЗом, рядом с зарядной станцией. По информации изготовителя, полная зарядка аккумуляторных батарей электробуса совершается за 24 минуты
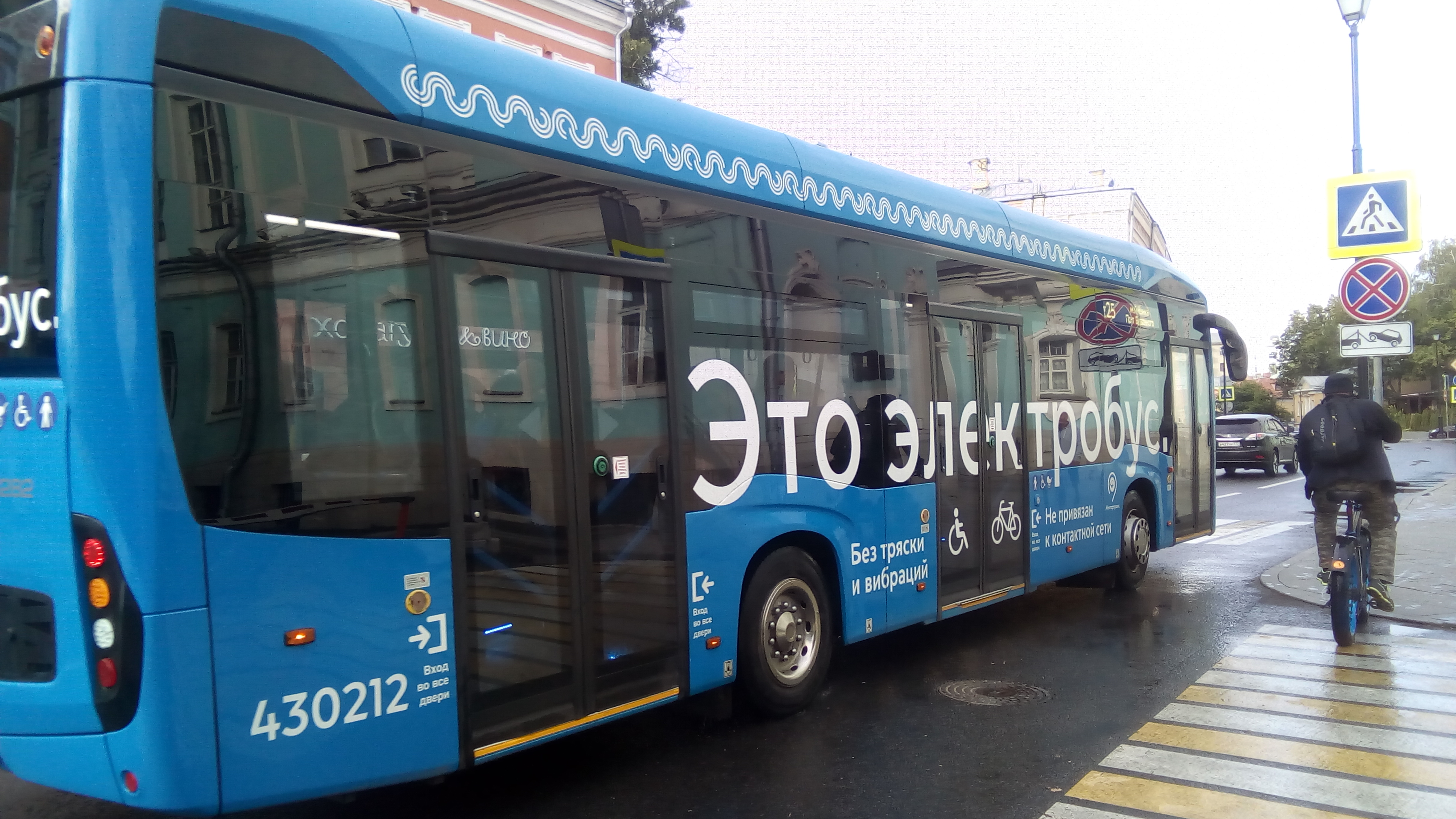
Вид сбоку на электробус КамАЗ-6282  на маршруте № т25
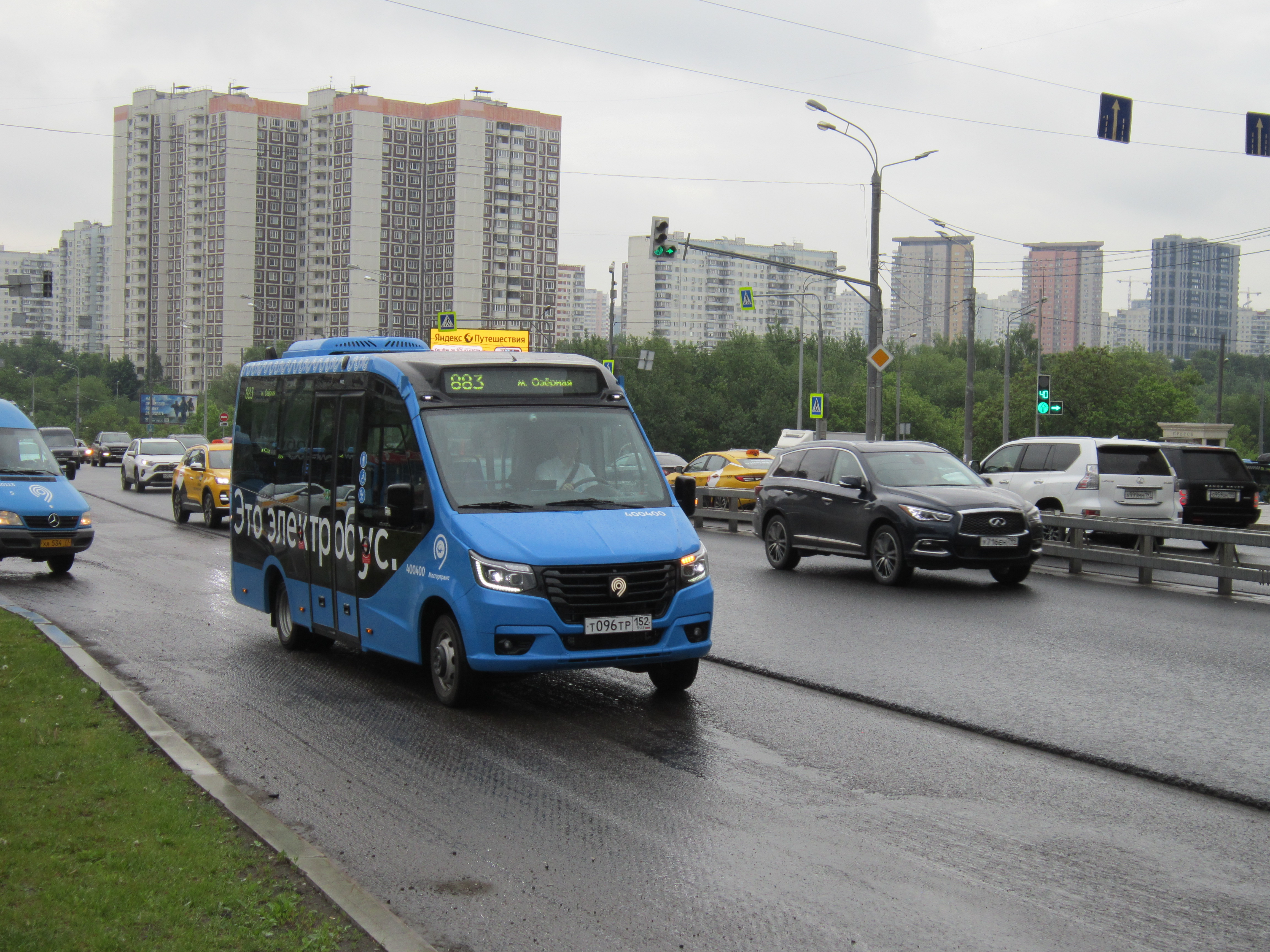
ГАЗ-A68R5E City (ГАЗель e-City)  на маршруте № 883
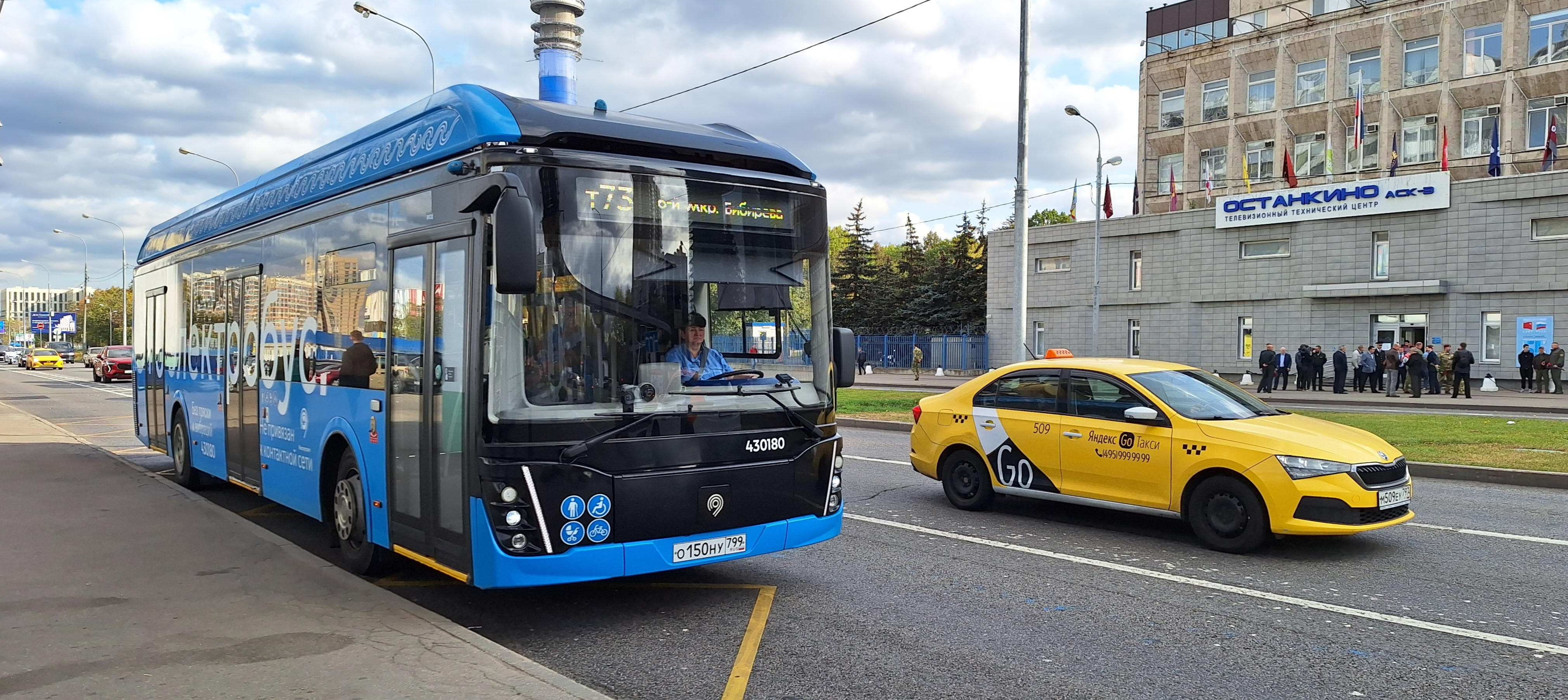
ЛиАЗ-6274  в Останкино, маршрут № т73
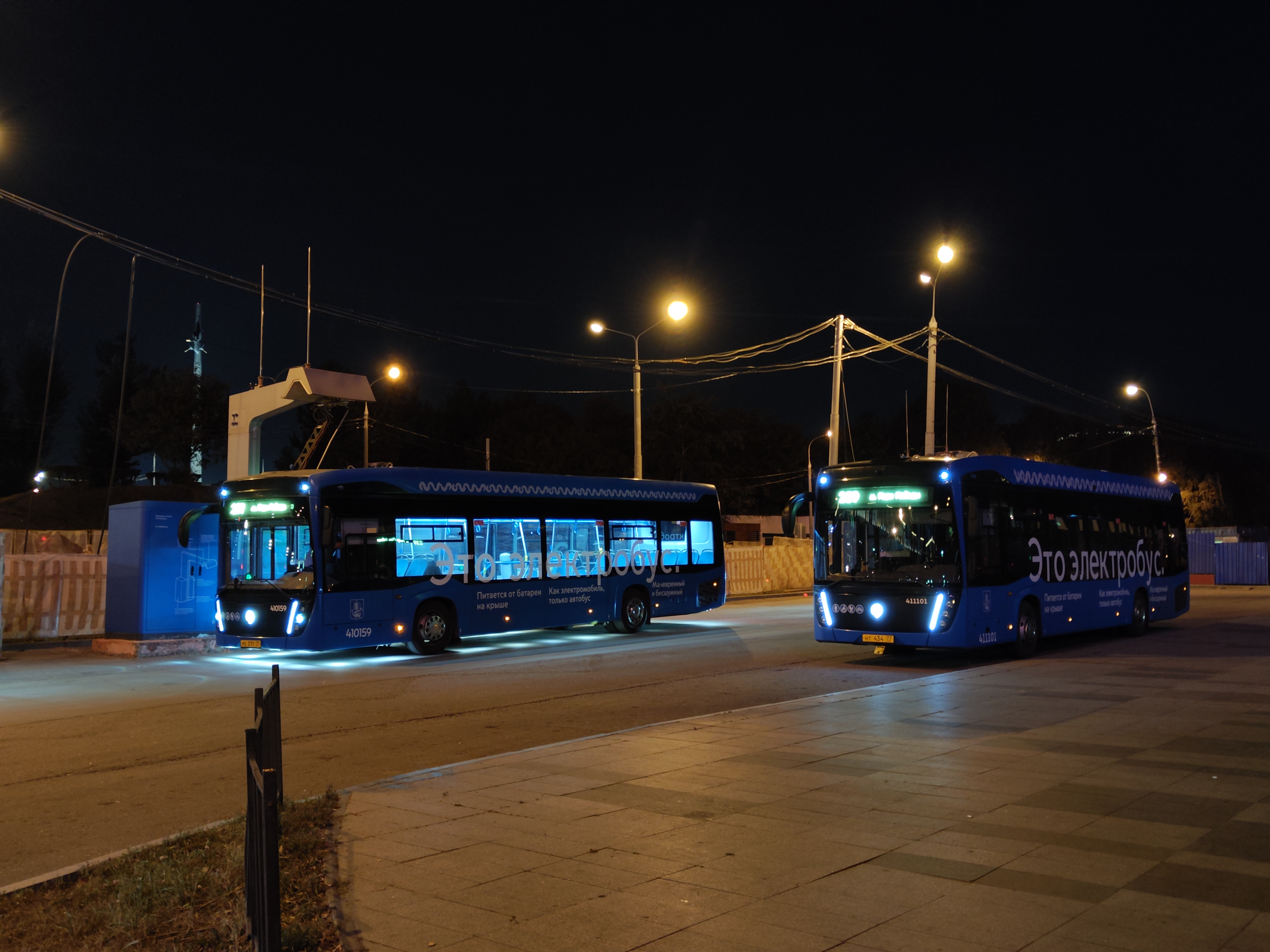
Электробусы около станции метро «Парк Победы» (3 и 8А линии)
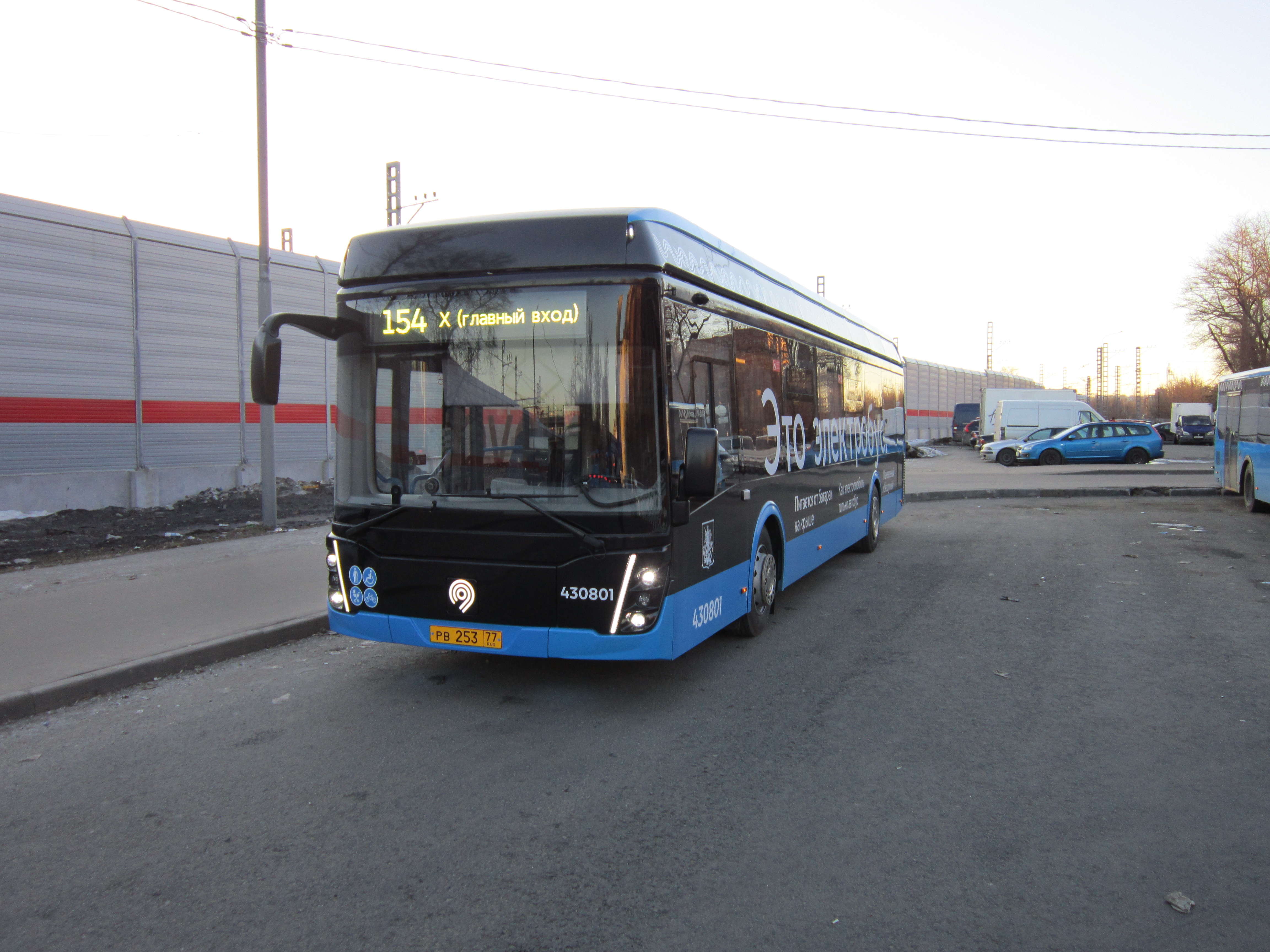
ЛиАЗ-6274  образца 2023 года на конечной остановке «МЦД „Грачёвская“», 2024
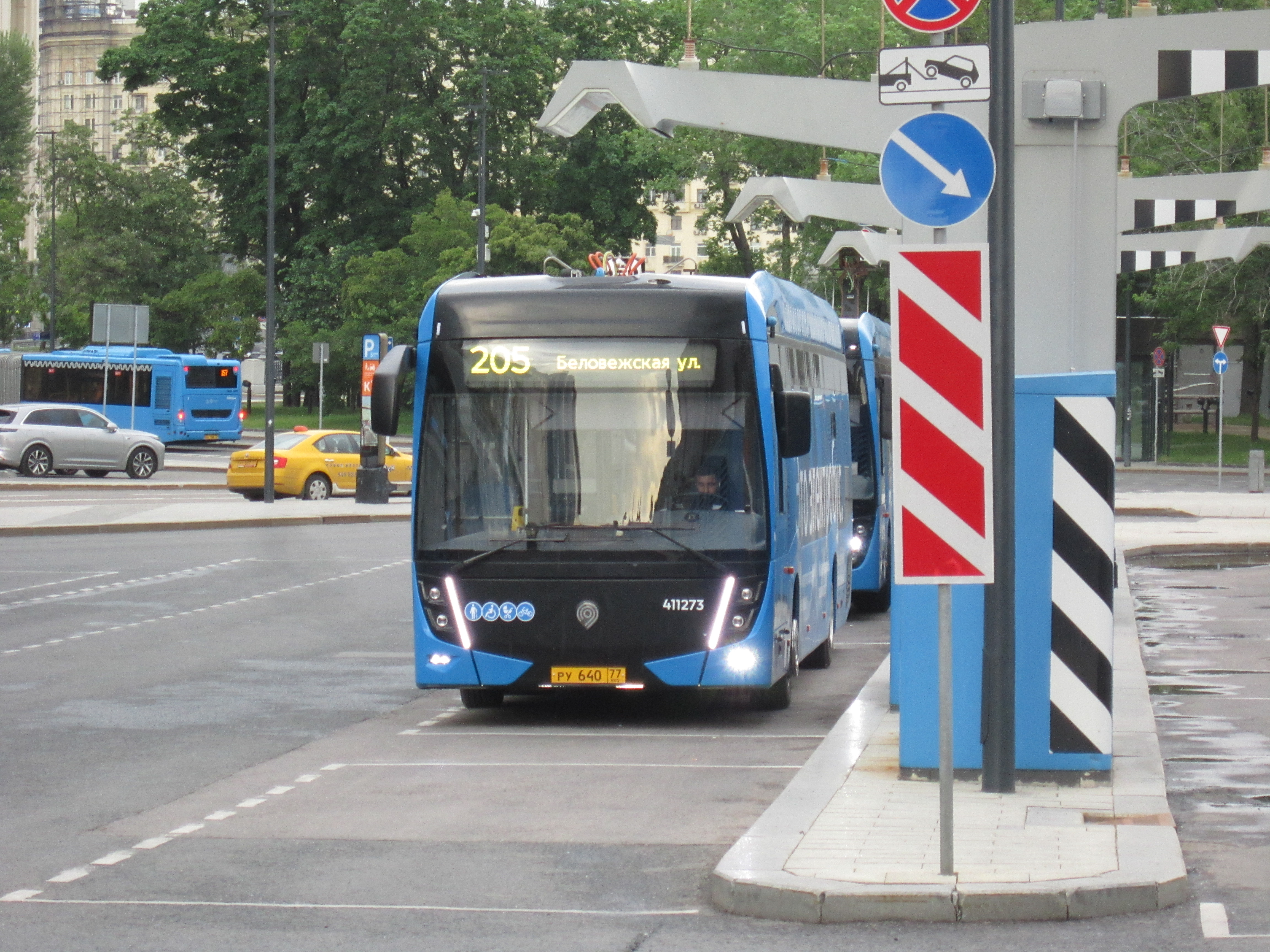
КамАЗ-6282  образца 2024 года на зарядке на конечной остановке «Киевский вокзал», 2024
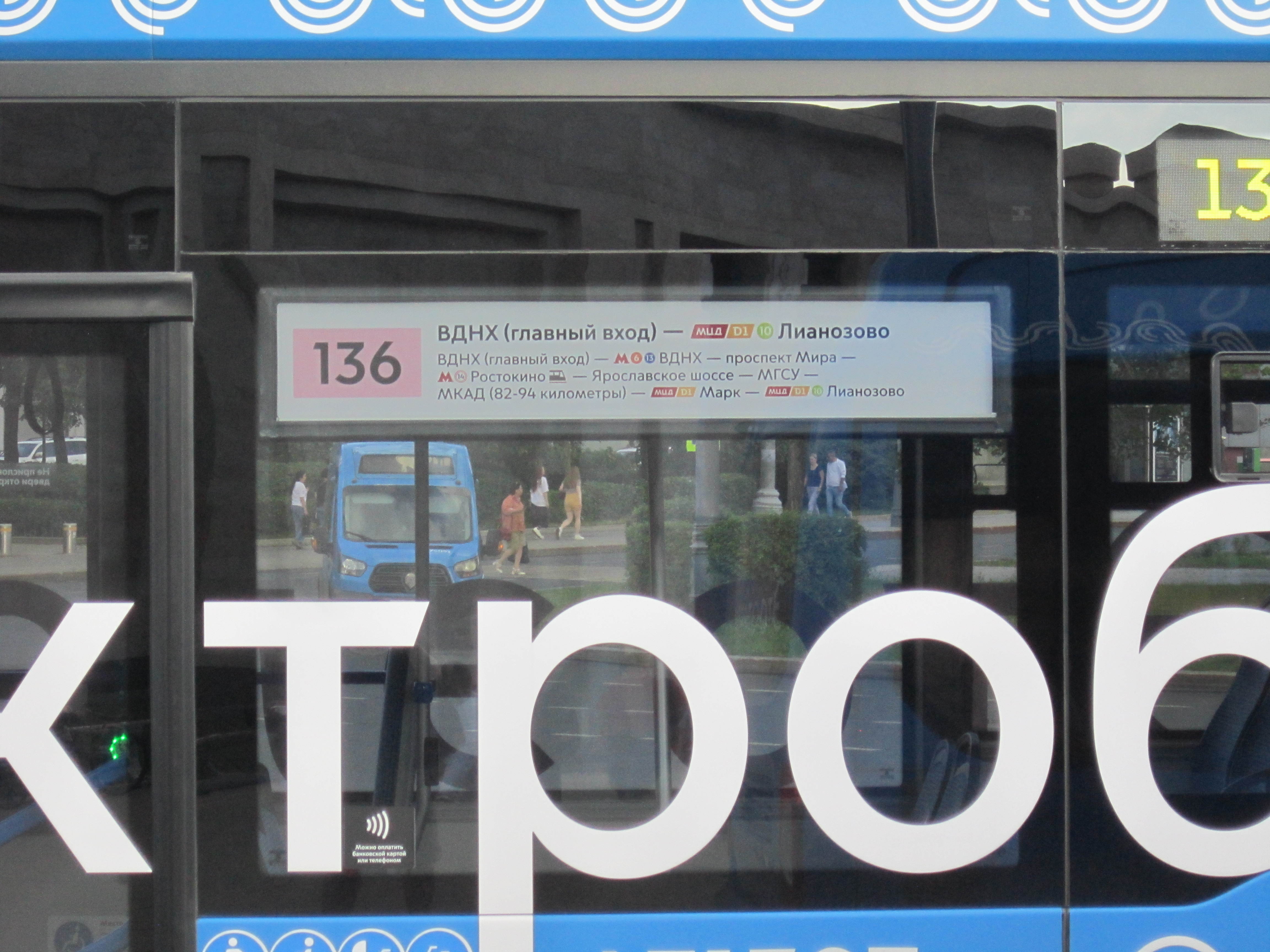
Трафарет маршрута № 136, размещённый на электробусе КамАЗ-6282
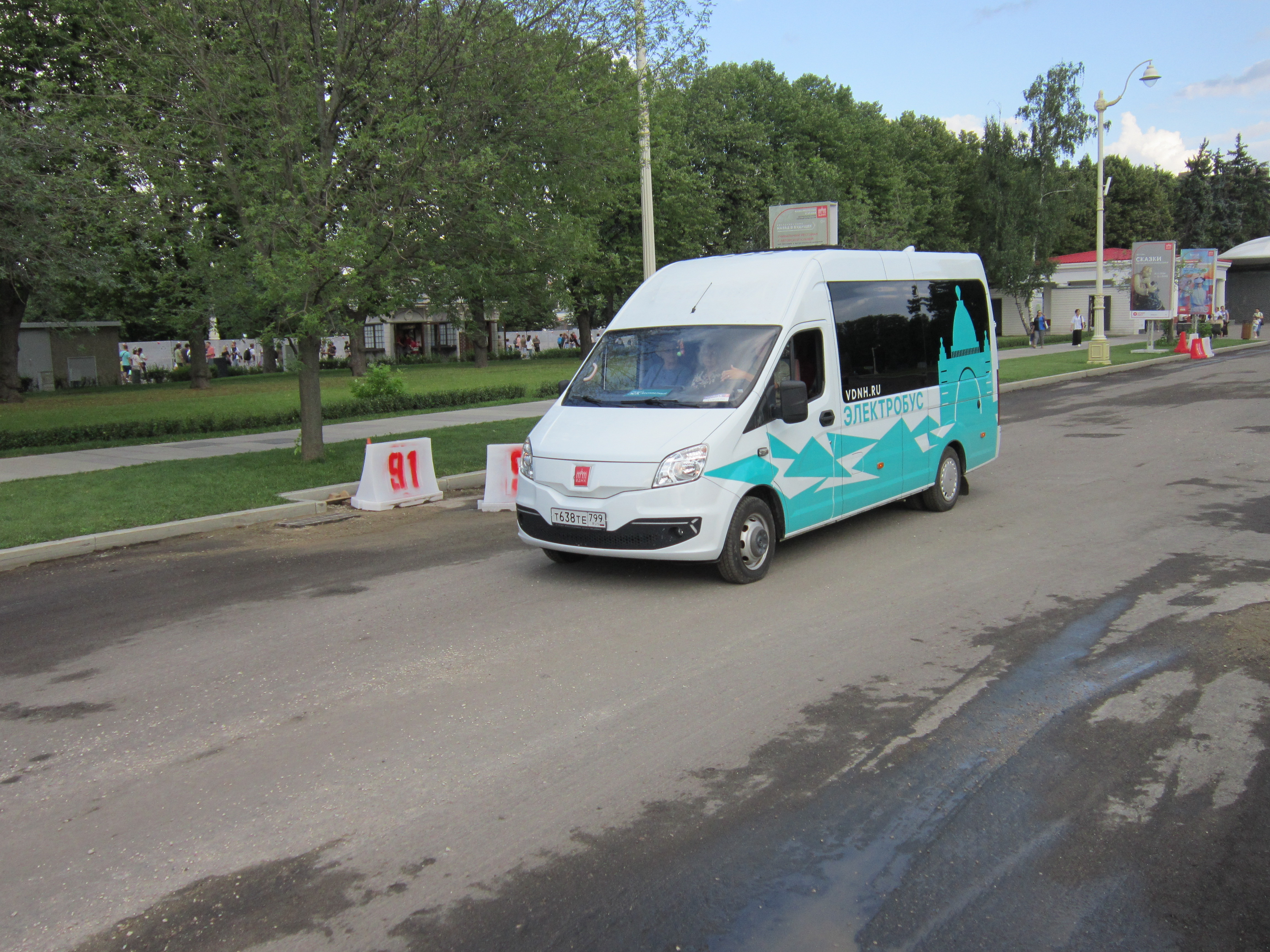
ГАЗель NEXT electro 7720, КП «ВДНХ»
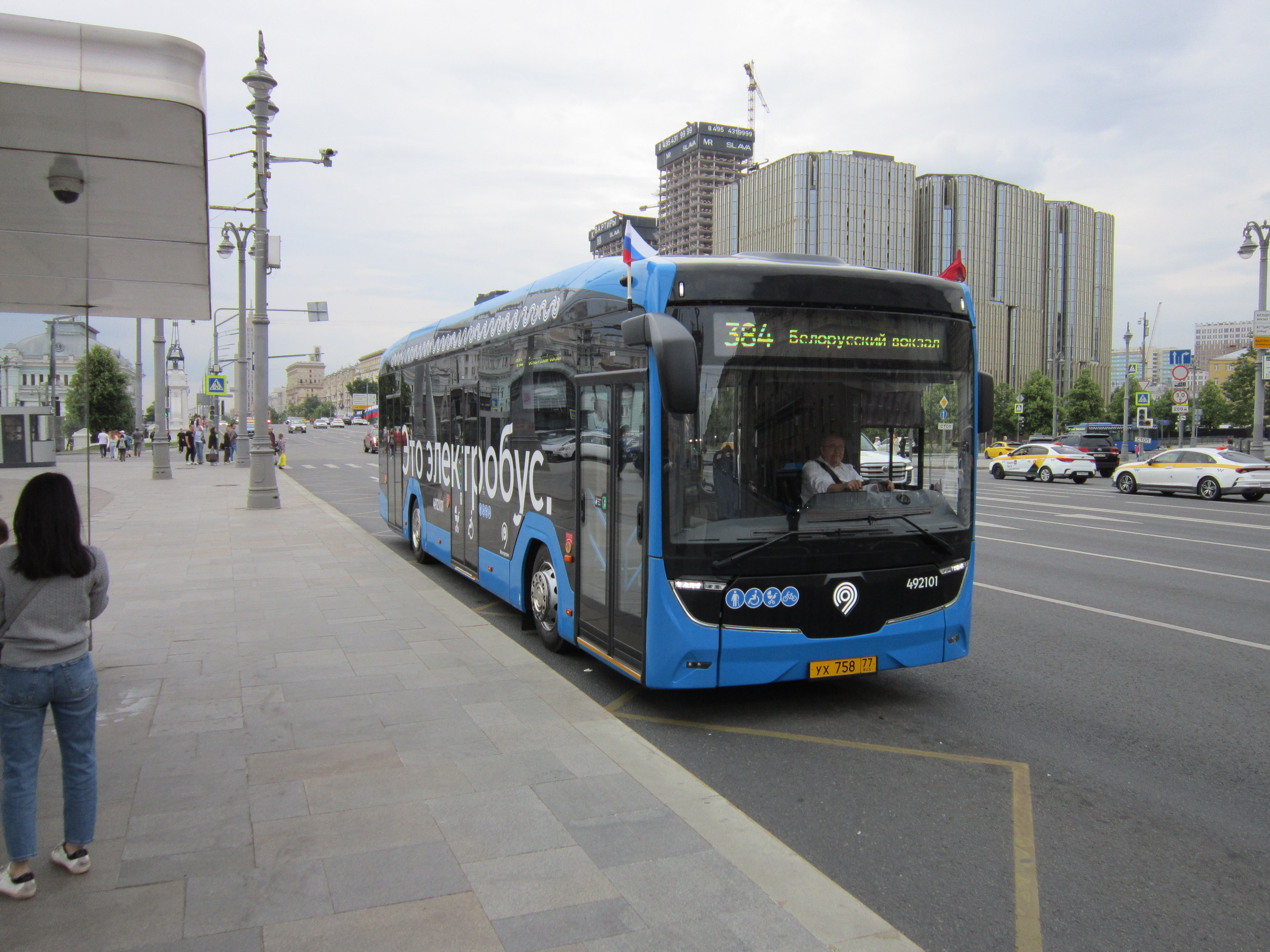
КАМАЗ-52222  на маршруте № 384